# Idiodes gracilipes
Idiodes gracilipes là một loài bướm đêm trong họ Geometridae.